# Craig Davies
Craig Martin Davies (* 9. Januar 1986 in Burton upon Trent) ist ein ehemaliger walisischer Fußballspieler, der als Stürmer spielte.

## Karriere

### Vereinslaufbahn
Als Jugendspieler war Davies in den Nachwuchsabteilungen von Shrewsbury Town und später Manchester City, wobei ihm der Sprung in die Profimannschaft der „Citizens“ vorenthalten blieb. Stattdessen suchte der junge Angreifer im August 2004 sein Glück beim Viertligisten Oxford United und gab dort am 30. August 2004 beim 1:0-Auswärtssieg gegen Notts County seinen Einstand. Er schoss insgesamt sechs Ligatreffer in 29 Partien der Saison 2004/05 und stand im Juni 2005 kurz vor einem Wechsel in die Premier League zu Charlton Athletic. Statt eines Transfers in die oberste englische Spielklasse kam jedoch ein halbes Jahr später ein Sprung nach Italien zustande, als Davies für eine Ablösesumme in Höhe von 85.000 Pfund zum dortigen Zweitligisten Hellas Verona ging. Im Veneto wurde er jedoch nicht glücklich – er gab im Nachgang an, dass der Wechsel der Kulturen für ihn im jungen Alter noch deutlich zu früh gekommen war – und nach nur einem Einsatz in der Serie B lieh ihn der englische Zweitligist Wolverhampton Wanderers im August 2006 für eine gesamte Spielzeit aus.
Bei den „Wolves“ war er zwar in der ersten Hälfte der Saison 2006/07 als Ergänzungsspieler oft in der Mannschaft vertreten, blieb aber mit Ausnahme zweier Treffer gegen Oldham Athletic im FA Cup torlos. Als im Januar 2007 mit Andy Keogh ein neuer Stürmer verpflichtet wurde, blieb Davies nahezu ohne weitere Spielpraxis und wechselte im Juni 2007 zum Drittligisten Oldham Athletic, gegen den er für Wolverhampton zuvor seine besten beiden Saisonspiele bestritten hatte. In Oldham wurde er auf Anhieb zum Publikumsliebling, als ihm bereits bei seinem Debüt gegen Swansea City in der letzten Minute der 2:1-Siegtreffer gelang und mit seinen zehn Ligatoren in der Saison 2007/08 war er bester Torschütze seines Klubs. Zu Beginn der folgenden Spielzeit 2008/09 zeigte sich Davies in den ersten zehn Pflichtspielen jedoch formschwach und torlos, woraufhin er im November 2008 an den Konkurrenten Stockport County ausgeliehen wurde. Dort schoss er sechs Tore in 13 Einsätzen, alleine drei davon gelangen ihm am 20. Dezember 2008 beim 3:1-Erfolg gegen die Bristol Rovers.
Kurz nach seiner Rückkehr nach Oldham und vier weiteren torlosen Partien heuerte Davies am 2. Februar 2009 bei Brighton & Hove Albion – einem weiteren Klub der Football League One – an, unterschrieb einen Vertrag über 3½ Jahre und traf auch hier bei seinem Einstand gegen Peterborough United, wenngleich die Partie mit 2:4 verloren ging und das Tor das letzte für seinen neuen Klub in der Spielzeit 2008/09 blieb. Am 25. September 2009 liehen ihn die „Seagulls“ für einen anvisierten Zeitraum von einem Monat an Yeovil Town aus, da Davies in der Hackordnung im Angriff vorerst hinter die gut harmonierenden Nicky Forster und Liam Dickinson zurückgefallen war. Nach dem Jahreswechsel fand er beim nächsten Leihklub Port Vale bis zum Ende der Spielzeit 2009/10 mit sieben Ligatreffern seine lange verloren geglaubte Treffsicherheit wieder und nahm vor Beginn der Saison 2010/11 mit der Unterzeichnung eines Einjahresvertrags beim Viertligisten FC Chesterfield einen neuen sportlichen Anlauf. Dort wurde er rege eingesetzt und schoss auch 23 Tore. Nichtsdestotrotz verließ er den Verein anschließend und ging zum FC Barnsley, wo er in den nächsten Spielzeiten 60 Einsätze hatte und dabei auf 19 weitere Treffer kam.
Danach stand er zwei Jahre bei den Bolton Wanderers unter Vertrag. Trotz regelmäßiger Startelfeinsätze wurde dort Davies mehrheitlich als Einwechselspieler eingesetzt. 2015 lieh ihn der Verein für eine halbe Spielzeit zu Preston North End aus, wo er wieder größtenteils einen Startplatz hatte. Nachdem 2015 seine Leihe zu Preston und sein Vertrag bei Bolton ausgelaufen war, stellte er sich in die Dienste von Wigan Athletic, die ihn weitgehend als Einwechselspieler einsetzten. Selbiges galt für seine Zeit bei Scunthorpe United, zu denen er Anfang 2017 für eine halbe Spielzeit gewechselt war. Erst nach seiner Rückkehr zu Oldham Athletic im Sommer 2017 wurde er wieder deutlich regelmäßiger eingesetzt. Bei seinem ehemaligen Verein blühte er noch einmal auf und kam auf elf Treffer, mehr als in den drei vorherigen Spielzeiten zusammen. Nichtsdestotrotz verlängerte er seinen Ein-Jahres-Vertrag nicht, sondern unterschrieb anschließend einen Vertrag bei Mansfield Town, wo er seine Karriere ausklingen ließ. Nach Auslaufen des Vertrags 2020 beendete er seine Karriere.

### Walisische Nationalmannschaft
Nachdem er bereits für mehrere walisische Nachwuchsmannschaften gespielt hatte, kam der durch seine Großeltern für Wales spielberechtigte Davies am 17. August 2005 gegen Slowenien zu seinem ersten Länderspiel für die A-Nationalmannschaft. Nach einem Platzverweis während eines Spiels der walisischen U-21-Auswahl gegen Israel (2:3) kam seine internationale Karriere zeitweise ins Stocken, da ihm gegenüber eine Fünf-Pflichtspiele-Sperre ausgesprochen wurde, die ihn effektiv 18 Monate außer Gefecht setzte. Insgesamt wurde er sieben Mal für die walisische Nationalmannschaft eingesetzt.